# Cserhalmi Irén
Cserhalmi Irén (született: Hecht Irén) (Budapest, 1871. szeptember 12. – Budapest, 1908. április 6.) irodalomtörténész, műfordító, író.

## Életpályája
Eredetileg tanítónőként dolgozott, de széles nyelvtudása és írói készsége csakhamar utat tört számára az irodalmi életben. A magyar költőkből összeállított műfordításai antológiai formában jelentek meg németül Ungarischer Dichterwald címen (1897), s Németországban is ismertté tette nevét. Feltűnést keltett az 1893-ban megjelent monográfiája A francia romanticizmus korszaka a magyar drámairodalom történetéből címmel.

## Családja
Hecht Salamon és Friedmann Mária gyermeke. Gerő Attila író felesége volt, akivel 1897. szeptember 5-én Budapesten kötött házasságot.